# Amenemope (Wesir)
Amenemope (lebte im 2. Jahrtausend v. Chr.), auch Pairi genannt, war ein hoher altägyptischer Beamter der 18. Dynastie unter König Amenophis II. Amenemope war Wesir und hatte damit das höchste Staatsamt nach dem König inne. Während der 18. Dynastie war dieses Amt zweigeteilt: Ein Wesir amtierte im Norden des Landes, der andere im Süden. Amenemope amtierte im Süden.
Amenemope entstammte einer einflussreichen Familie. Sein Cousin Sennefer war Bürgermeister von Theben. Sein Vater war der Haremsvorsteher Ahmose, seine Mutter hieß Nub und führte den Titel Königsschmuck. Die Gemahlin des Amenemope trug diesen Titel ebenfalls und hieß Wermaatef.
Über die Amtszeit von Amenemope ist nicht viel bekannt. Er folgte dem Wesir Rechmire im Amt und hatte eine Grabkapelle in Theben (TT29). Sein eigentliches Grab lag im Tal der Könige (KV48). Dieses war beraubt, doch fanden sich dort noch die Mumie eines großen, gut gebauten (tall and well bulit) Mannes.